# Bünde
Bünde [bʏndə] (Nederduits: Buine) is een stad in de Duitse deelstaat Noordrijn-Westfalen, gelegen in de Kreis Herford. De stad telt 45.376 inwoners (31 december 2020) op een oppervlakte van 59,31 km². Naburige plaatsen zijn Rödinghausen, Spenge, Enger, Hiddenhausen en Kirchlengern (in het district Herford), Hüllhorst (in het district Minden-Lübbecke) en Melle.

## Stadsdelen
Kaart van de gemeente met situering van de diverse stadsdelen
- Ahle (1.866)
- Bünde-Centrum (10.736)
- Bustedt (1.616)
- Dünne (3.800)
- Ennigloh (8.400)
- Holsen  (3.456)
- Hüffen (1.858)
- Hunnebrock (3.221)
- Muckum (689)
- Spradow (4.676)
- Südlengern (4.330)
- Werfen (1.040)

Achter de plaatsnaam is tussen haakjes het aantal inwoners vermeld (bron: website gemeente Bünde; peildatum: 4 januari 2021). Meegeteld zijn personen, die alleen een woning in Bünde hebben (45.100) en mensen, die meer dan één woning bezitten, maar hun hoofdverblijf te Bünde hebben (615); totaal aldus berekend inwonertal 45.715 personen. Onder hen zijn 27 mensen, die wel te Bünde wonen, maar niet hebben aangegeven, in welk stadsdeel.

## Ligging, verkeer, vervoer
De gemeente ligt in het vrij vlakke gebied Ravensberger Mulde,  20 km ten noorden van Bielefeld, 30 km ten oosten van Osnabrück, 8 km ten westen van Löhne en 16 km ten westen van Bad Oeynhausen. Via binnenwegen in zuidelijke richting kan men in 10 km  Herford bereiken via Hiddenhausen, dat halverwege deze twee gemeentes ligt.
Door Bünde stroomt het riviertje de Else, dat bij Löhne in de Werre uitmondt. Aan de noordkant van de gemeente zijn er uitlopers van het Wiehengebergte.
Dwars door de gemeente loopt de Autobahn A30 (met in Bünde afrit 26 en 27), die westwaarts naar o.a. Osnabrück en Amsterdam, en oostwaarts richting Bad Oeynhausen, Hannover en Berlijn leidt.
Bünde heeft een station aan de spoorlijn, die eveneens westwaarts naar o.a. Osnabrück en Amsterdam, en oostwaarts richting Bad Oeynhausen, Hannover en Berlijn leidt. Ook is er een treinverbinding met de stad Herford en verder naar Bielefeld.
In Bünde splitst een kleinere spoorlijn af, die noordwaarts naar o.a. Lübbecke, Espelkamp en het eindpunt Rahden loopt.
De stad ligt aan diverse langeafstandsfietsroutes. De gemeente probeert, o.a. door de aanleg van fietspaden en door aandacht hiervoor te vragen tijdens volksfeesten, het fietsgebruik door de bevolking te stimuleren.

## Economie
De noordelijke helft van het gebied van de gemeente is vooral voor de landbouw in gebruik.
De stad bezit een vrij grote fabriek, waar o.a. afzuigkappen en kooktoestellen van het merk Miele worden gemaakt.
In stadsdeel Südlengern staan twee tamelijk grote bedrijven, een glas- en een machinefabriek, met elk ca. 500 personeelsleden.
Op de grens van stadsdeel Spradow en buurgemeente Kirchlengern staat het grote distributiecentrum van de in die plaats gevestigde  firma Hettich (hang-en-sluitwerk). Hier werken vele honderden mensen. Ook elders in de gemeente zijn bedrijventerreinen, waar zich vooral midden- en kleinbedrijf bevindt.
De in 1817 opgerichte tabaksfabriek Arnold André is als enige blijven voortbestaan. Het bedrijf heeft van 1988 tot 2017 binnen het Zweedse concern Swedish Match samengewerkt met een Nederlandse branchegenoot, Elisabeth Bas te Valkenswaard. In 2017 werd dit samenwerkingsverband beëindigd. Arnold André is thans geheel eigendom van de directie en haar familie. Er werken bijna 500 mensen. De onderneming heeft, samen met het Tabakmuseum, het uit 1897 daterende tabakspakhuis bij het station weer in gebruik genomen en zo een oude traditie van Bünde in ere hersteld.
Een overblijfsel van de traditie als tabaksstad is, dat in Bünde het kantoor voor geheel Duitsland  van de douane gevestigd is, waar de tabaksaccijns wordt geregeld.

## Geschiedenis
Bünde is een in 1969 ontstane fusiegemeente tussen Bünde zelf en diverse dorpen in de omgeving. Südlengern was oorspronkelijk een aparte gemeente. De ene helft daarvan, met daarin de dorpskern, kwam uiteindelijk bij buurgemeente Kirchlengern; de zuidelijke helft met de wijk Heide kwam aan Bünde.
Bünde werd voor het eerst reeds in  853 als Buginithi in een document vermeld.
Het tot de gemeente behorende Spradow ( de naam is afgeleid van spreiden en ooi/Au, dus: verspreid in het rivieroeverland, nl. van de Else) is ook zeer oud, want het behoorde in 1011 tot de door het Stift auf dem Berge te Herford verworven landerijen.
Reeds in de 13e eeuw werd nabij de locatie van het huidige station een brug over de Else gebouwd.
In 1530 kwam Bünde, dat ten tijde van de Reformatie massaal tot de evangelisch-lutherse gezindte was overgegaan, aan het Graafschap Ravensberg en raakte zo eerst in bezit van Brandenburg-Pruisen en later aan het Koninkrijk Pruisen dat uiteindelijk de facto in het Duitse Keizerrijk opging. Koning Frederik Willem I van Pruisen verleende Bünde in 1719 beperkte stadsrechten, en wel de alleen in Pruisen voorkomende status van Titularstadt.
Van de 15e eeuw tot ca. 1832 was de bevolking arm. De meeste mensen waren keuterboeren, die van de productie van vlas voor de textielnijverheid moesten bestaan. De vraag hiernaar verdween toen textiel elders goedkoper gemaakt kon worden. Vanaf 1843 werd op tabakverwerking, met name sigarenmakerij als huisnijverheid  en in kleine fabrieken overgestapt. Toen in 1855 de spoorlijn naar Osnabrück en naar Nederland openging, werd het mogelijk, tabak in grote hoeveelheden via Nederland uit Nederlands-Indië te importeren. De tabaksnijverheid nam nu een grote vlucht en ontwikkelde zich tot de grootste sigarenproductie van Duitsland. Rond 1900 had Bünde 4.800 inwoners, terwijl er 3.372 mensen in de tabaksnijverheid werkten. Vanaf ongeveer 1960, toen de vraag naar sigaren ook was teruggelopen, moesten alle sigarenfabrieken op een na uiteindelijk sluiten.
De Tweede Wereldoorlog liet Bünde niet onberoerd. Omdat het aan een strategisch belangrijke spoorlijn lag, werd het in 1943-1945 enige malen door de geallieerden gebombardeerd.
Na de Tweede Wereldoorlog werden in de gemeente enige duizenden Heimatvertriebene gehuisvest, waardoor o.a. Südlengern tweemaal zo groot werd als voordien. De Britse troepen bleven tot 2015 in de stad gelegerd. Merkwaardig is, dat van 1957 tot 1991 binnen de compound van de Britse troepen een militaire missie van de Sovjet-Unie (SOXMIS) in Bünde gevestigd was. Een afspraak tussen de geallieerden uit 1945 had dit mogelijk gemaakt.

## Bezienswaardigheden
- Het stadje heeft langs de Else een Museumsinsel, bescheidener dan de naamgenoot te Berlijn. Hier is in een ensemble van oude vakwerkhuizen het complex Museum Bünde gevestigd. Dit bestaat uit:
  - het in een modern gebouw gehuisveste Museum Doberg, met een verzameling fossielen en mineralen, vooral uit de geologische periode Chattien (28-23 miljoen jaar geleden), die de jongste periode is van het  Oligoceen, meest afkomstig uit de heuvel Doberg ten oosten van de stad;
  - het Kreisheimatmuseum (streekmuseum);
  - het Deutsche Tabak- und Zigarrenmuseum dat de geschiedenis van de tabaknijverheid in Bünde belicht;
  - de Spieker (voormalige schuur): expositie over de vlas- en linnennijverheid, waarvan tot ca. 1832 veel inwoners van Bünde en omgeving moesten bestaan.
- Vermeldenswaard is de (evangelisch-lutherse) Laurentiuskerk in Bünde, oorspronkelijk 8e-eeuws, daarna diverse malen verbouwd en uitgebreid, voor het laatst in 1509 in laatgotische stijl.
- In het stadje staan nog enige 16e- en 17e-eeuwse vakwerkhuizen. Ook de dorpen om Bünde heen bezitten enkele schilderachtige, oude vakwerkboerderijen
- In de Eschstraße, de west-oost verlopende hoofdwinkelstraat van Bünde, zijn enkele van de voorname, 19e-eeuwse villa's van de tabaksfabrikanten bewaard gebleven.
- Het riviertje de Else, dat dwars door de gemeente loopt, heeft enkele kleine percelen ooibos in Bünde (natuurreservaat Elseaue) .Langs het riviertje lopen fietsroutes en een wandelpad naar Kirchlengern. In het riviertje kan men kanoën.
- Twee km ten oosten van stadsdeel Dünne is een centrum, waar men modder- en zwavelhoudende baden kan nemen. Om dit Kurzentrum Randringhausen heen is een klein park.

## Belangrijke personen in relatie tot de gemeente

### Geboren in Bünde
- Tönnies Heinrich Wellensiek (* 4 mei 1821 in Muckum (Bünde); † 19. mei 1903 in Bünde) pionier van de sigarenmakerij; om aan tabak te komen zou hij in 1843, als een kiepkerel met een kastje voor zijn buik en een kruiwagen, naar Bremen en terug zijn gelopen; hij stichtte in 1856 zijn eigen fabriek en werd met een monument in de stad vereeuwigd
- Gunter Gabriel (1942-2017), schlager- en countryzanger
- Jürgen Klute (1953), lutherse dominee en politicus
- Manuela Fersen (1969), schilderes en kunstenares, exposeerde ook in Nederland en België
- David Odonkor (1984), profvoetballer
- Pascal Stenzel (1996), profvoetballer
- Florian Stork (1997), wielrenner

### Overig
- Karl Paetow (1903-1992) oprichter van het Tabakmuseum
- Hoofdkantoor van modelbouwfirma Revell

## Afbeeldingen

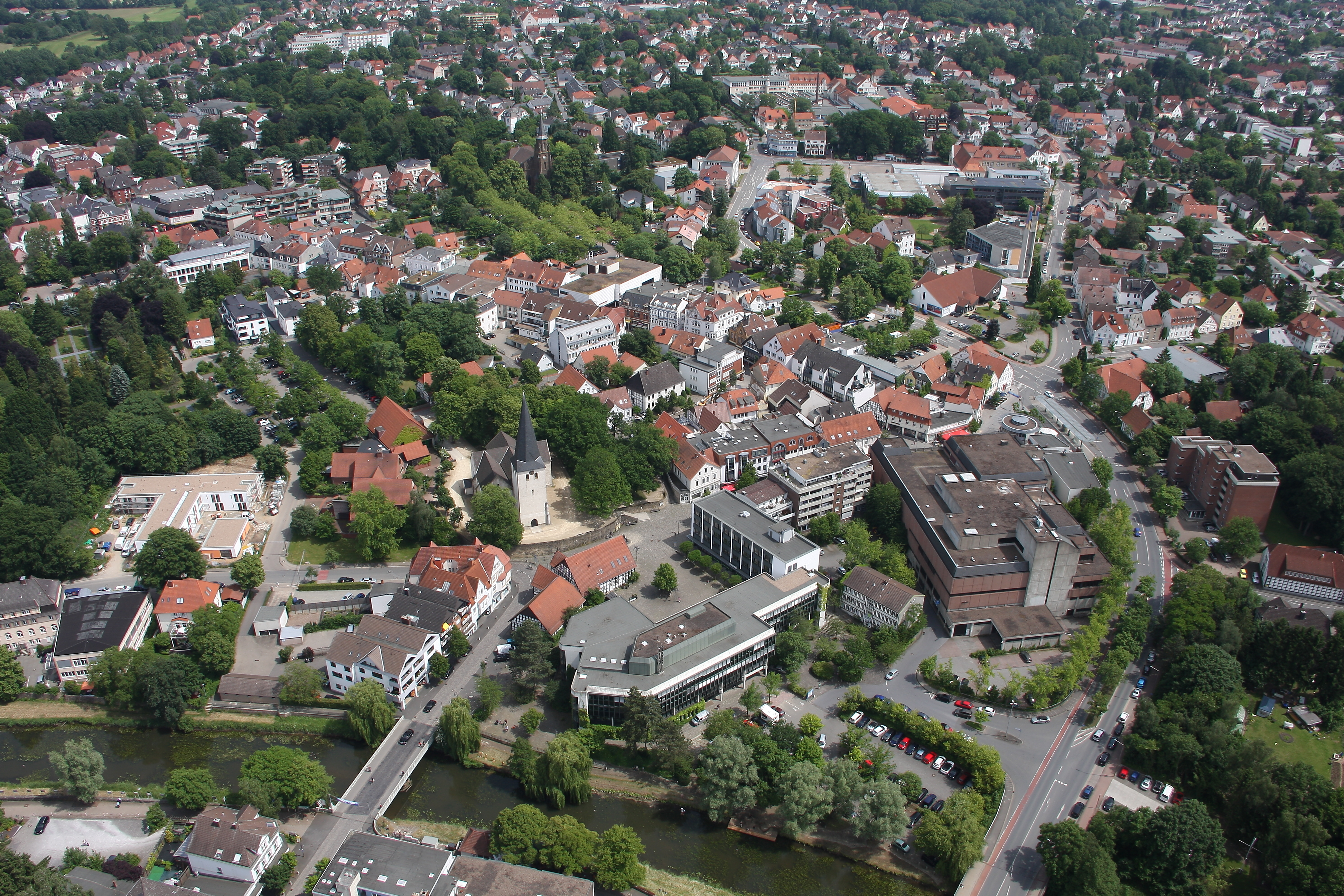
Gezicht op Bünde
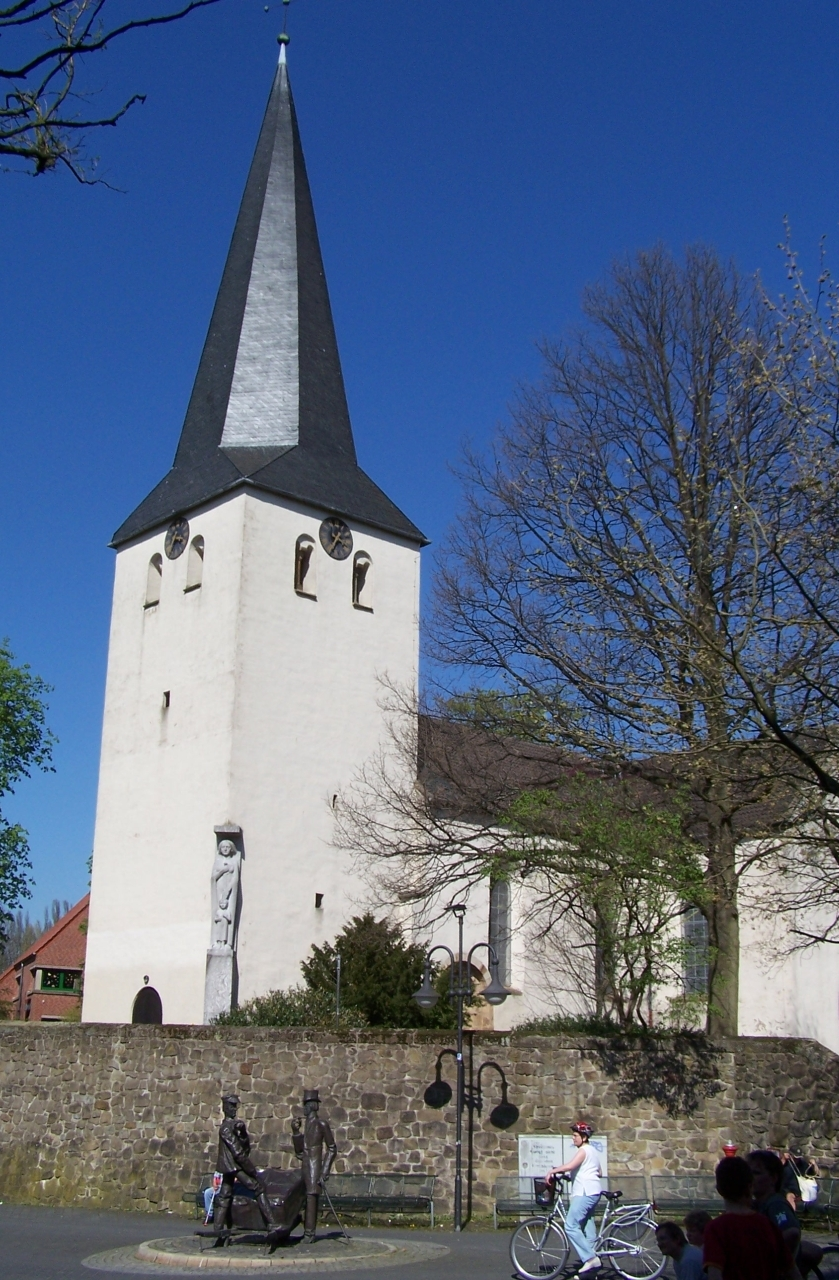
Laurentiuskerk Bünde
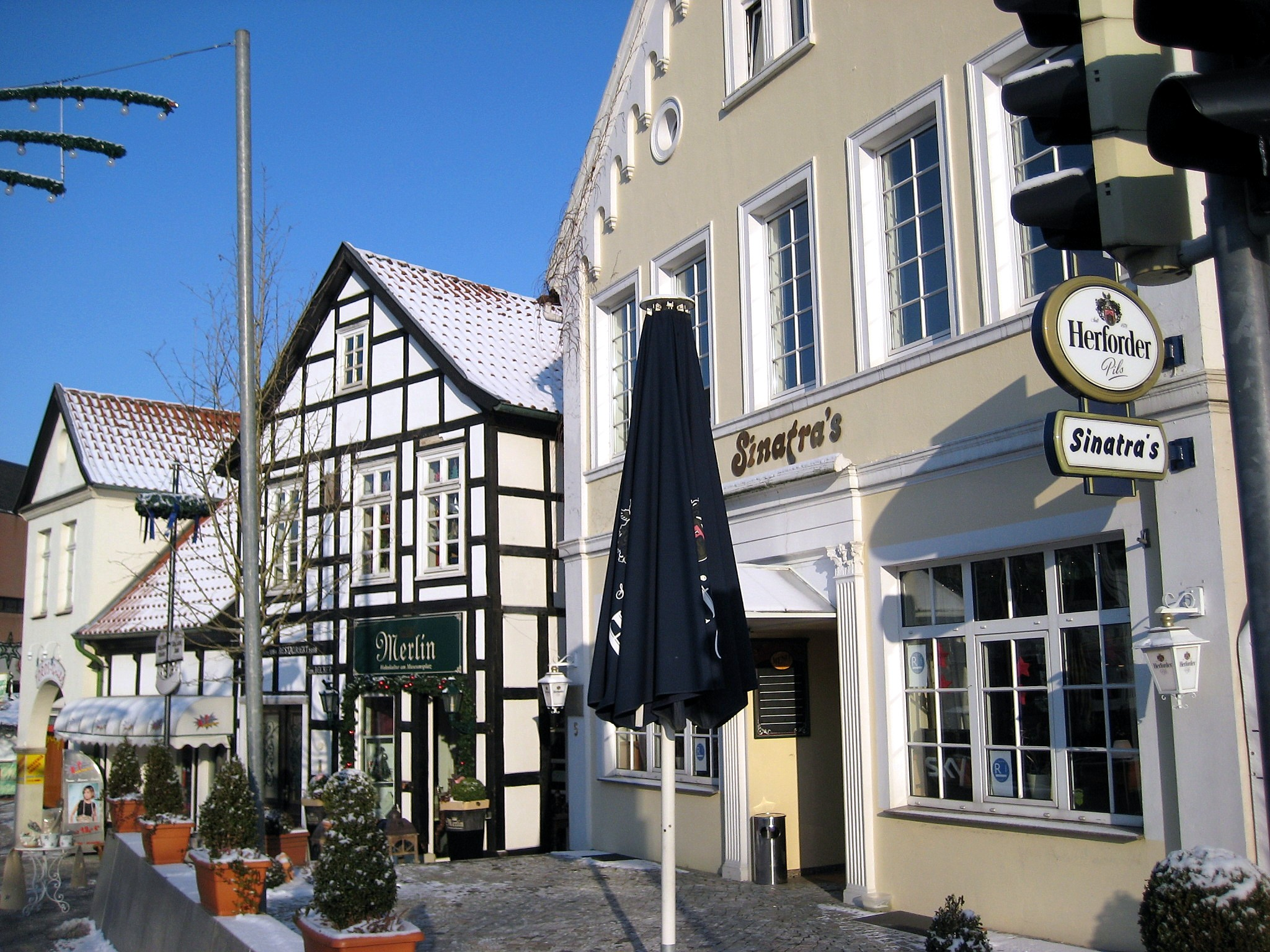
Museumsplatz
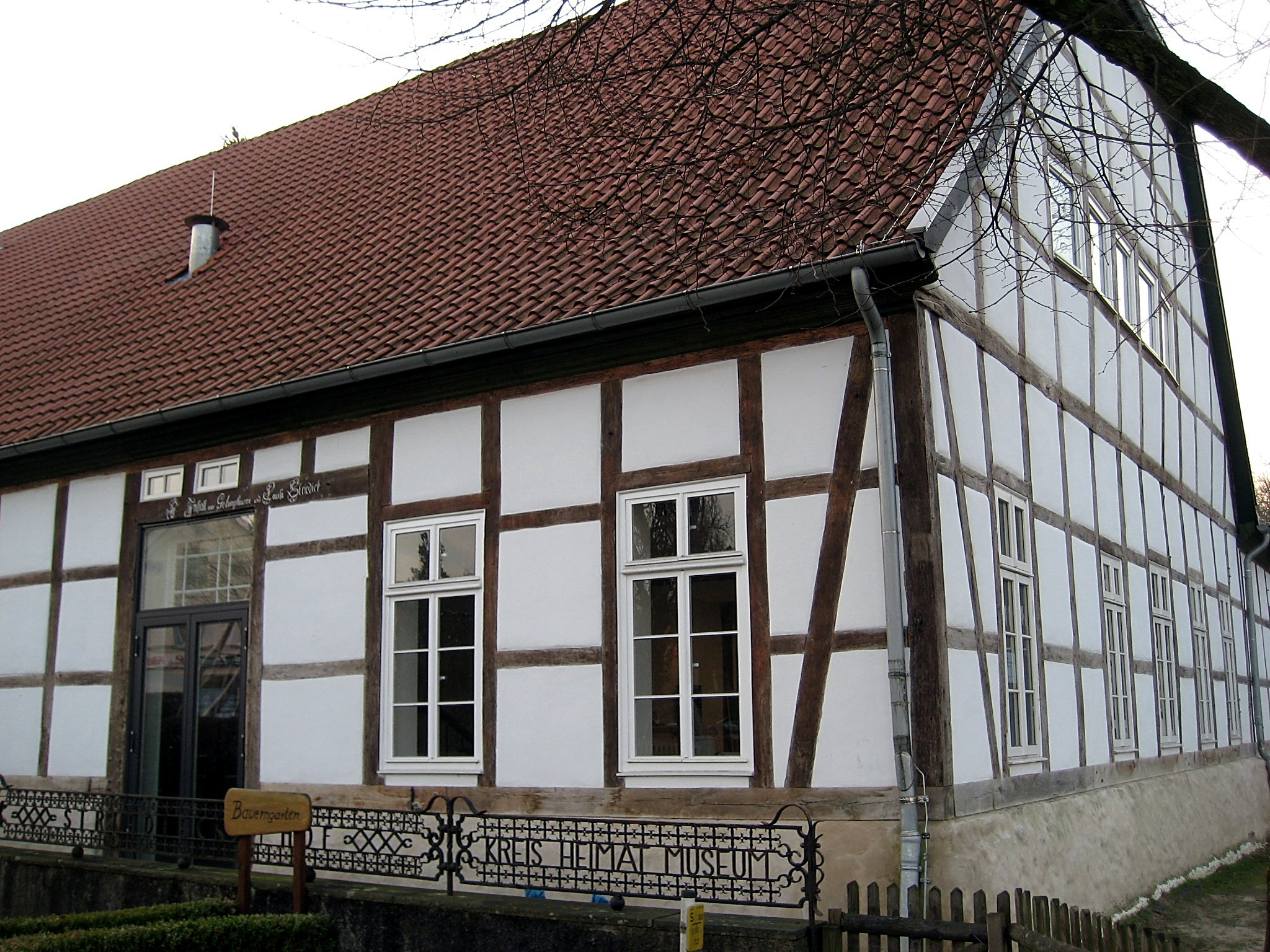
Kreisheimatmuseum
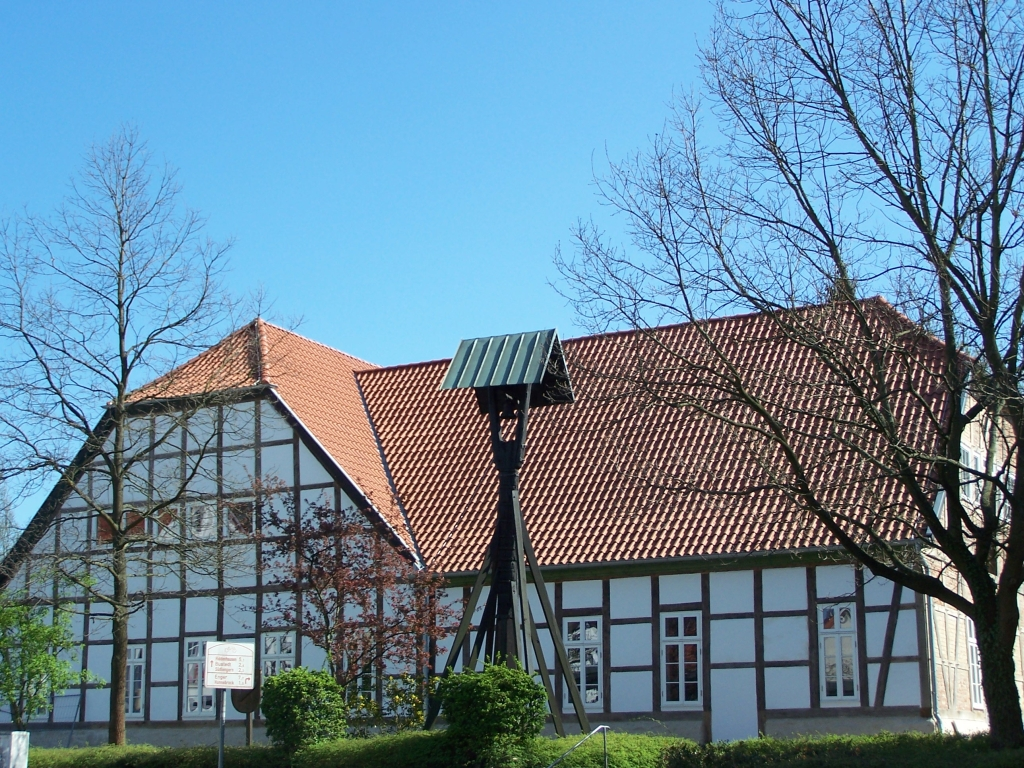
Deutsches Tabak- und Zigarrenmuseum
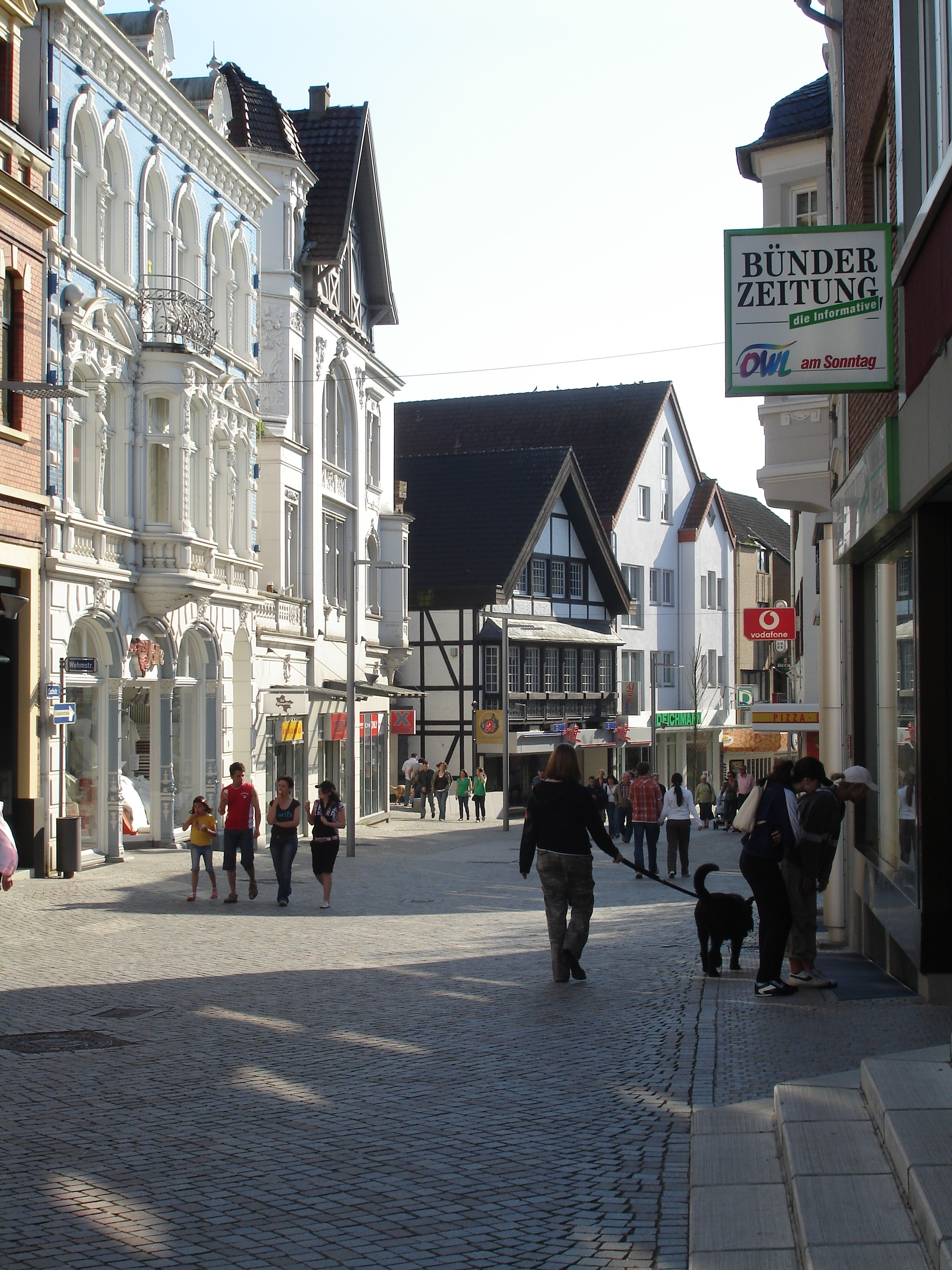
De Eschstraße in het centrum
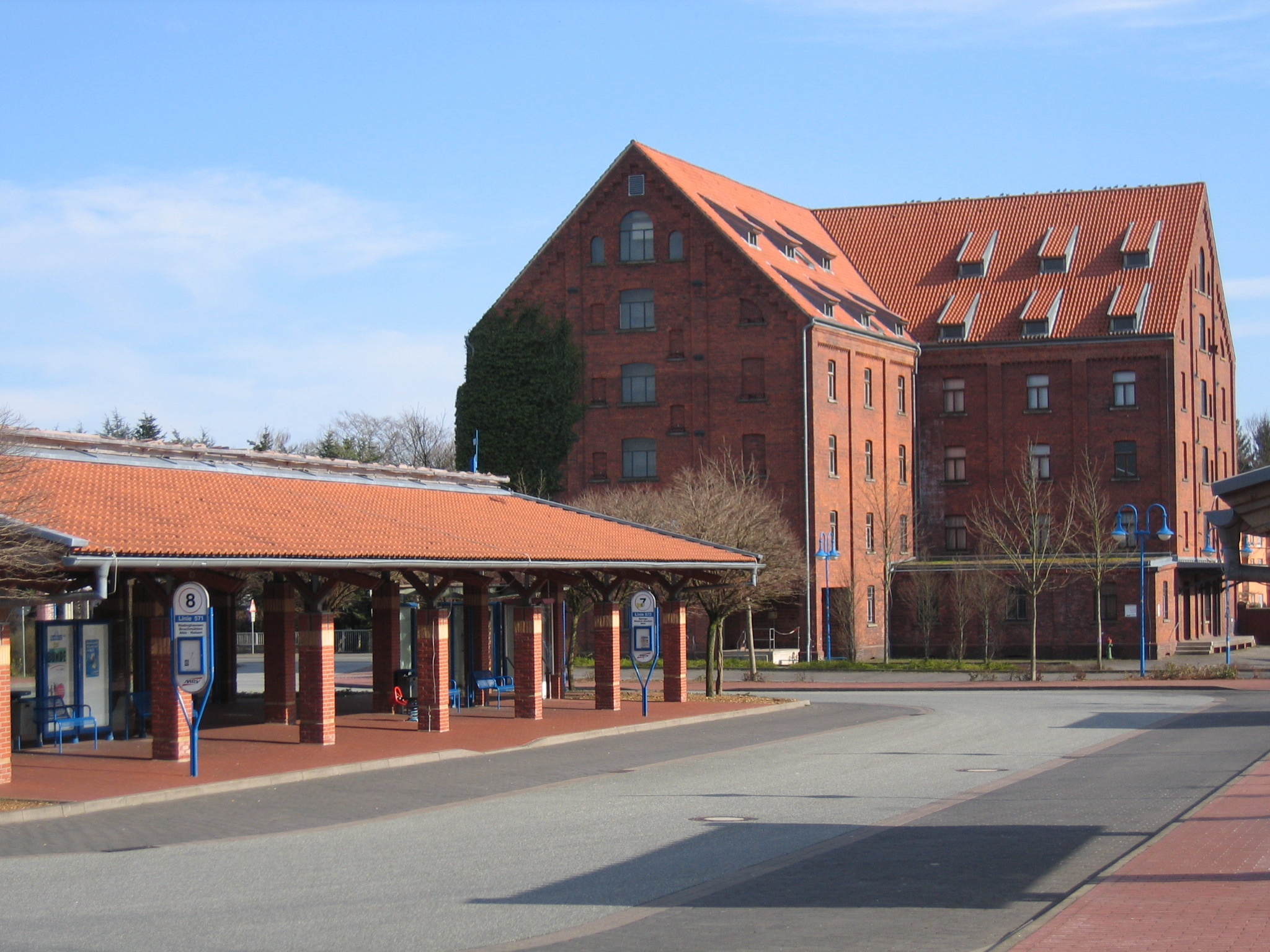
Tabakspakhuis te Bünde. Op de voorgrond het busstation.
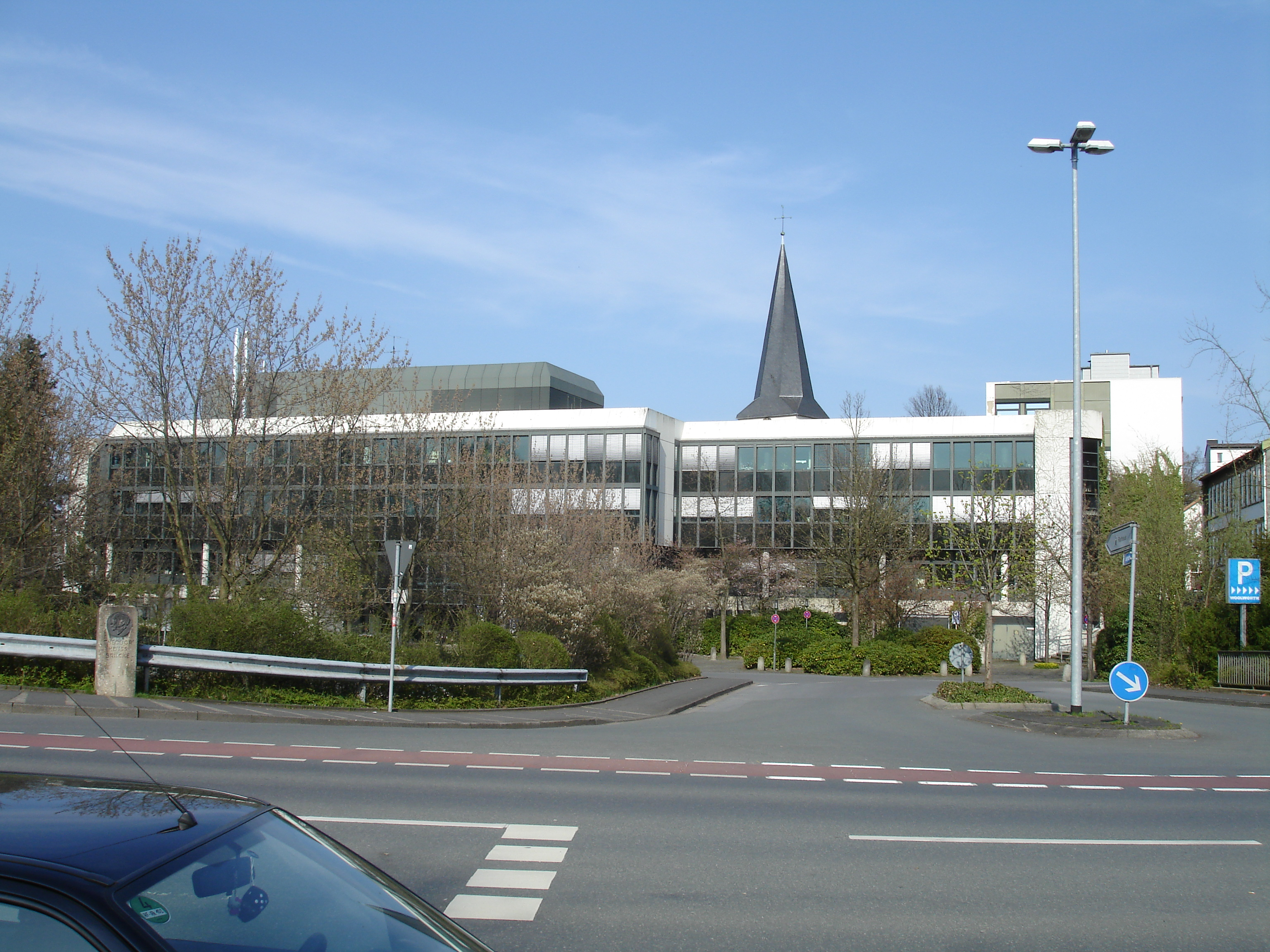
Gemeentehuis
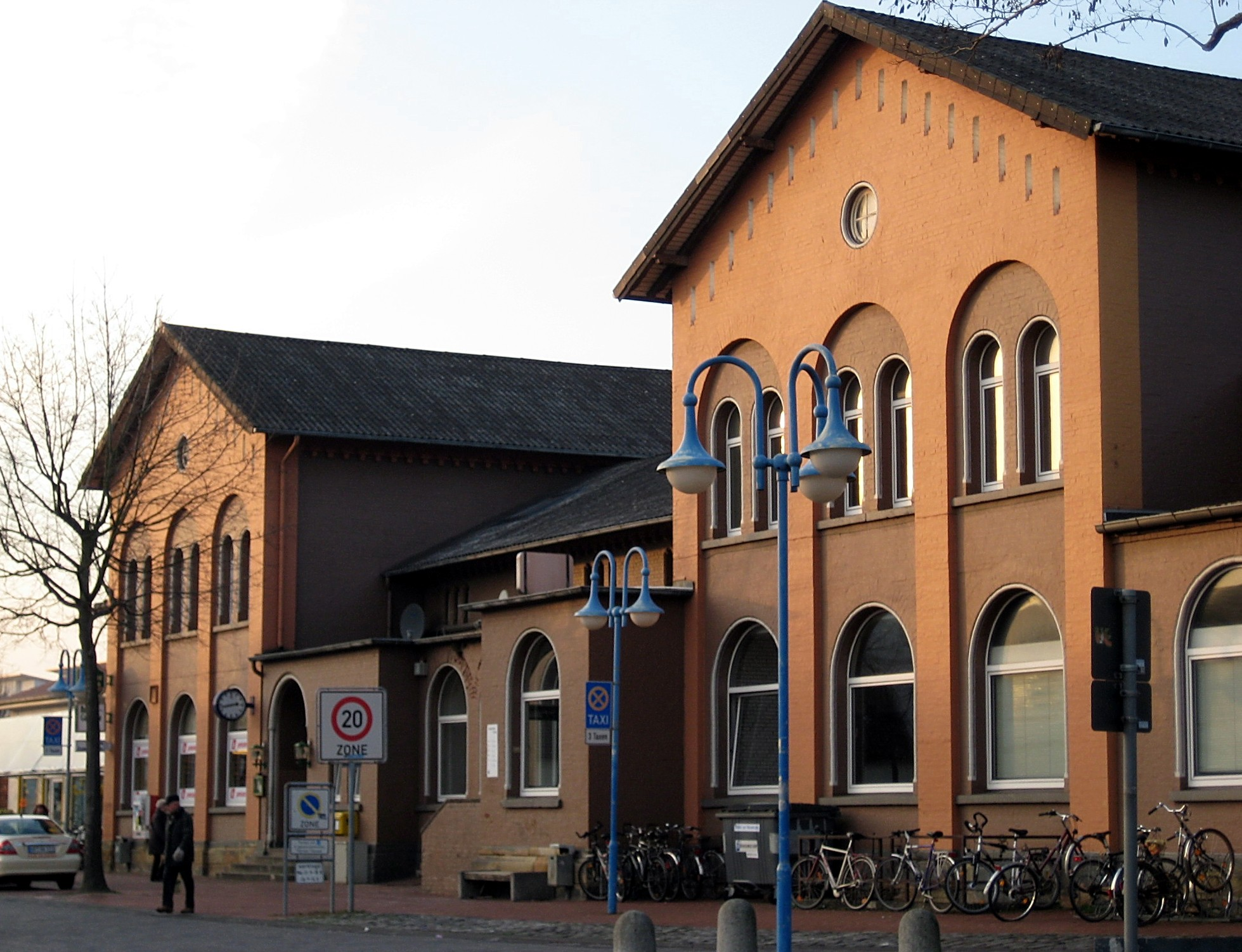
Station
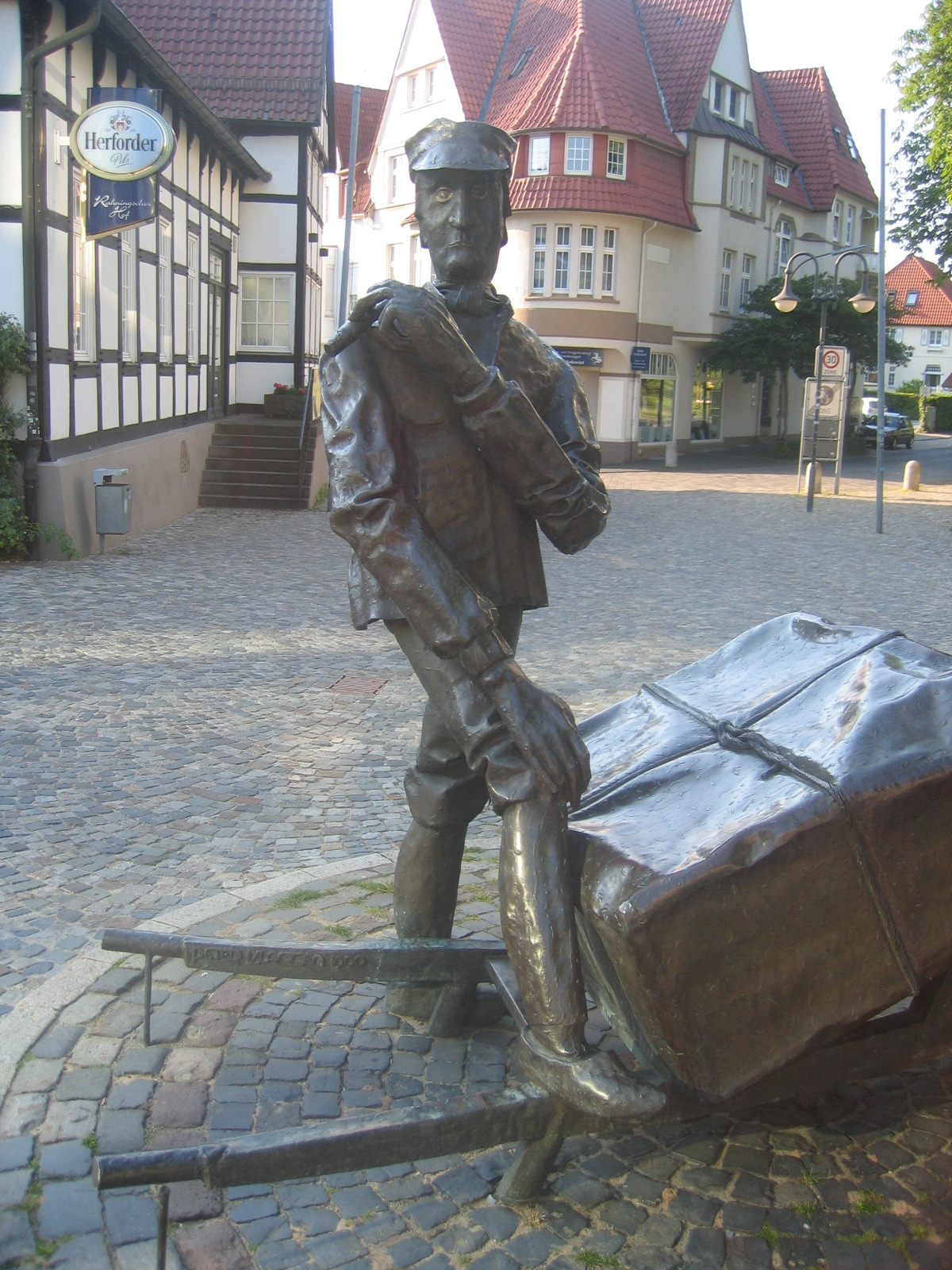
Wellensiek. Deel van monument "Steinmeister & Wellensiek, tabakfabrikanten"
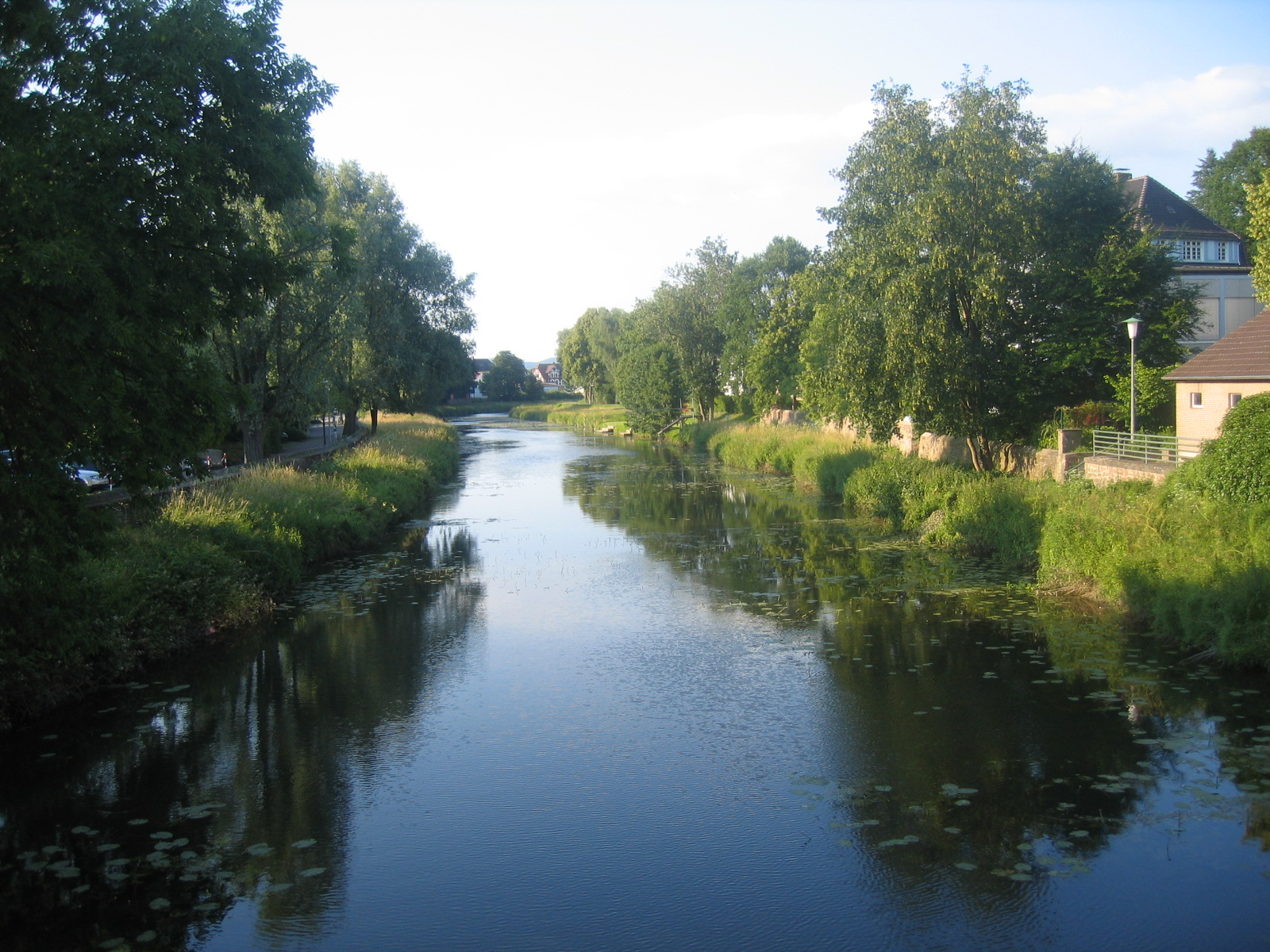
De Else in Bünde

## Partnergemeentes
Er bestaan jumelages tussen Bünde en:
- Leisnig in de Duitse deelstaat Saksen, sedert 1990
- Pietarsaari (Zweeds: Jakobstad), Finland, sedert 1968

## Trivia
Over Bünde gaat de volgende legende, waar het stadswapen met twee ridders, die elkaar de hand drukken om een verbond te bezegelen, ook naar verwijst:
In het verleden beroemde Bünde zich erop, dat de twee Saksische hertogen Hengest en Horsa op deze plaats in de 5e eeuw een verbond (Bündnis) met elkaar zouden hebben gesloten om Engeland te veroveren.
Inmiddels is komen vast te staan , dat dit historisch onjuist is. De plaatsnaam Bünde zou eerder verwant kunnen zijn aan het woord Bühne, omdat het op een verhoogde plek in het landschap, een heuveltje ligt.
Bünde · Enger · Herford · Hiddenhausen · Kirchlengern · Löhne · Rödinghausen · Spenge · Vlotho